# Abella de la Conca
Abella de la Conca – gmina w Hiszpanii, w prowincji Lleida, w Katalonii, o powierzchni 78,21 km². W 2014 roku gmina liczyła 170 mieszkańców.